# Drosophila villosipedis
Drosophila villosipedis är en tvåvingeart som beskrevs av Elmo Hardy 1965. Drosophila villosipedis ingår i släktet Drosophila och familjen daggflugor.
Artens utbredningsområde är Hawaii.